# Hino Matsuri
Hino Matsuri (樋野まつり Thông Dã Mạt Lý) là một mangaka người Nhật Bản. Cô sinh ở Sapporo, Hokkaidō, vào ngày 24 tháng 1.

## Tiểu sử
Hino Matsuri vốn dĩ là một chủ hiệu sách. Vào ngày 9 tháng 10 năm 1995, cô cho ra lò tác phẩm đầu tiên của mình: Kono Yume ga Sametara (có nghĩa là Khi giấc mơ kết thúc), đăng trên tạp chí LaLa DX. Cô quyết định trở thành một mangaka chuyên nghiệp vào chín tháng sau đó. Hino Matsuri nhanh chóng giành được một vị trí xứng đáng cho mình trong làng shōjo manga sau thành công của hai tác phẩm Toraware no Minoue và Merupuri Meruhen Purinsu. Loạt manga mới nhất của cô hiện nay, Vampire Knight hiện đang được đăng trên tạp chí LaLa DX.
Hino vốn rất yêu thích các hoạt động sáng tạo, cô thổ lộ rằng nếu như không theo nghiệp manga thì cô sẽ trở thành một kiến trúc sư hoặc một nghệ nhân làm đồ thủ công mĩ nghệ Nhật Bản.

## Những tác phẩm nổi tiếng của Hino
- Toraware no Minoue
- Merupuri Meruhen Purinsu
- Vampire Knight
- Haru wa Sakura (WANTED)